# Adler Primus
Der Adler Primus, ein PKW mit Hinterradantrieb der Adlerwerke in Frankfurt am Main, kam 1932 auf den Markt. Er war das Schwestermodell des frontgetriebenen Trumpf, für den dieselben wassergekühlten Vierzylinder-Reihenmotoren mit 1,5 bzw. 1,65 Litern Hubraum verwendet wurden. Für die klassische Konstruktion zeichnete Otto Göckeritz verantwortlich.
Bis 1936 konnten 6713 Primus A (1,5/1,65 l) verkauft werden. Der 1937 vorgestellte Primus E mit 1,65-Liter-Motor wurde 990 mal gebaut.

## Technische Daten
| Typ                   | 1,5 Liter A                                | 1,65 Liter A                               | 1,65 Liter E                               |
| --------------------- | ------------------------------------------ | ------------------------------------------ | ------------------------------------------ |
| Bauzeitraum           | 1932–1934                                  | 1933–1936                                  | 1937–1938                                  |
| Aufbauten             | L2, Cb2                                    | L2, L4, Cb2                                | L2                                         |
| Motor                 | 4-Zylinder-Reihenmotor, 4-Takt-Ottoprinzip | 4-Zylinder-Reihenmotor, 4-Takt-Ottoprinzip | 4-Zylinder-Reihenmotor, 4-Takt-Ottoprinzip |
| Ventile               | stehend (sv)                               | stehend (sv)                               | stehend (sv)                               |
| Bohrung × Hub         | 71 mm × 95 mm                              | 74,25 mm × 95 mm                           | 74,25 mm × 95 mm                           |
| Hubraum               | 1504 cm³                                   | 1645 cm³                                   | 1645 cm³                                   |
| Nennleistung          | 32–33 PS (23,5–24,2 kW)                    | 38 PS (27,9 kW)                            | 38 PS (27,9 kW)                            |
| Verbrauch             | 10 l/100 km                                | 11 l/100 km                                | 11 l/100 km                                |
| Höchstgeschwindigkeit | 90 km/h                                    | 95 km/h                                    | 100 km/h                                   |
| Leergewicht           | 990 – 1030 kg                              | 990 – 1030 kg                              | 1030 kg                                    |
| Zul. Gesamtgewicht    | 1340 – 1380 kg                             | 1350 – 1390 kg                             | 1380 kg                                    |
| Bordspannung          | 6 Volt                                     | 6 Volt                                     | 6 Volt                                     |
| Länge                 | 4000 mm                                    | 4000 mm                                    | 4225 mm                                    |
| Breite                | 1500 mm                                    | 1500 mm                                    | 1560 mm                                    |
| Höhe                  | 1600 mm                                    | 1600 mm                                    | 1600 mm                                    |
| Radstand              | 2700 mm                                    | 2700 mm                                    | 2700 mm                                    |
| Spur vorn / hinten    | 1250 mm / 1250 mm                          | 1250 mm / 1250 mm                          | 1250 mm / 1250 mm                          |
| Wendekreis            | 11,8 m                                     | 11,8 m                                     | 12,0 m                                     |

- L2 = 2-türige Limousine
- L4 = 4-türige Limousine
- Cb2 = 2-türiges Cabriolet

## Quelle
Werner Oswald: Deutsche Autos 1920–1945. Motorbuch Verlag Stuttgart, 10. Auflage (1996), ISBN 3-87943-519-7.